# Stelis atrorubens
Stelis atrorubens är en orkidéart som beskrevs av Louis Otho Otto Williams. Stelis atrorubens ingår i släktet Stelis och familjen orkidéer. Inga underarter finns listade i Catalogue of Life.